# Tychicus longipes
Tychicus longipes là một loài nhện trong họ Sparassidae.
Loài này thuộc chi Tychicus. Tychicus longipes được Charles Athanase Walckenaer miêu tả năm 1837.